# Mastrus gravipunctor
Mastrus gravipunctor är en stekelart som beskrevs av Aubert 1977. Mastrus gravipunctor ingår i släktet Mastrus och familjen brokparasitsteklar. Inga underarter finns listade i Catalogue of Life.